# Dicaelotus ruficornis
Dicaelotus ruficornis är en stekelart som först beskrevs av William Harris Ashmead 1890.  Dicaelotus ruficornis ingår i släktet Dicaelotus och familjen brokparasitsteklar. Inga underarter finns listade i Catalogue of Life.